# Tachina nicaeana
Tachina nicaeana là một loài ruồi trong họ Tachinidae.